# آنیتا دسای
آنیتا دسای (انگلیسی: Anita Desai؛ زادهٔ ۲۴ ژوئن ۱۹۳۷) نویسنده، استاد اهل هند است.
او استاد دانشگاه MIT است.